# Уханський університет
Уханський університет (кит.: 武汉大学) — китайський університет у м. Учан, одному з трьох міст м. Ухань, в провінції Хубей. Входить в десятку найбільших університетів Китаю, а його кампус вважається одним з найкрасивіших у КНР.

## Історія
Засновано 1893 року Чжан Чжідуном (кит.: 张之洞), губернатором провінцій Хубей і Хунань. Він отримав назву «Цзицян сюетан» (кит.: 自強學堂), що перекладається як «Школа самовдосконалення».
Спочатку в Інституті Цзицян викладання велося з 4-х дисциплін: китайської мови, математики, природознавства і бізнесу. Після об'єднання з Інститутом мінералів і Інститутом хімії додалися курси природних наук і техніки. До китайської мови додалися англійська, французька, німецька, російська і японська мови.
У жовтні 1902 року інститут переїхав у район Дунчан коу в Учані (один з трьох міст Ухань). Його перейменували в Інститут іноземних мов фан'янь сюетан (кит.: 方言 学堂), де навчали географії, історії, математики, права і комунікації.
З наближенням революційних подій 1911 року викладання в Інституті іноземних мов було призупинено через проблеми з фінансуванням. Після Учанського повстання в жовтні 1911 року, що стало початком Синьхайської революції, яка поклала край правлінню династії Цін, університет не зміг продовжувати функціонувати.
1913 року за рішенням Міністерства освіти Бейянського уряду на базі колишнього Інституту іноземних мов було засновано Національний Учанський вищий педагогічний інститут (кит.: 国立 武昌 高等 师范 学院).
У 1922 році почалося навчання з філософії, китайської мови, математики, фізики та хімічної промисловості, історії та соціології, біології та географії. У серпні 1923 року інститут змінив свою назву на Національний Учанський педагогічний університет (кит.: 国立 武昌 师范大学), а в 1924 році — на Національний університет Учана (кит.: 国立 武昌 大学).
У 1926 році до Національного університету Учана увійшли Національний Учанський комерційний університет (кит.: 国立 武昌 商科 大学), Хубейський провінційний медичний університет (кит.: 湖北省 立 医科大学), Хубейський провінційний університет права (кит.: 湖北省 立法 科 大学), Хубейський провінційний гуманітарний університет (кит.: 湖北省 立 文科 大学), Приватний учаньський китайський університет (кит.: 私立 武昌 中华 大学). Новий навчальний заклад отримав назву Національний університет Учана імені Сунь Ятсена (кит.: 国立 武昌 中山大学), або Національний другий університет імені Сунь Ятсена (кит.: 国立 第二 中山大学). Навчання велося на 17 факультетах і двох відділеннях за напрямками мови (文 вень,) науки (理 лі), права (法 фа), бізнесу (经 цзін), медицини (医 і) та підготовчі курси (预 ю).
У 1928 році за рішенням Нанкінського національного уряду на основі Національного університету Учана імені Сунь Ятсена утворили Уханьський національний університет (кит.: 国立 武汉 大学). Включав чотири коледжі: мови і мистецтво, права, науки, техніки (кит.: 文法 理工). Президентом Уханського університету в лютому 1929 року призначено Гоміньдану Ван Шицзі, правника й видатного діяча.
У роки Другої японсько-китайської війни (1937—1945) Уханьський університет перевели до м. Лешань (провінція Сичуань). До кінця 1946 року в університеті налічувалося 6 факультетів: гуманітарних наук, права, природничих наук, техніки, сільського господарства і медицини. Уханьський університет мав високий академічний статус, у якому викладали чимало знаменитих учених Китаю. Дипломи Уханського університету визнавалися багатьма зарубіжними вузами, зокрема Оксфордським університетом.
Після утворення КНР 1949 року, в Уханському університеті знову провели нові реформи. Зокрема, з 1952 року університет перейшов під безпосереднє управління Міністерства вищої освіти КНР. Президентом університету призначили академіка Лі Да (1890—1966), філософ-марсксіст і делегат Першого з'їзду Комуністичної партії Китаю. Пост він обіймав упродовж 14 років.
У 200 році провели реорганізацію Уханського університету. До його склад включили чотири університети: старий Уханьський університет (кит.: 武汉 大学), Уханьський університет гідроелектроенергетики (кит.: 武汉 水利 电力 大学), Уханьський картографічний науково-технічний університет (кит.: 武汉 测绘 科技 大学), Хубейського медичний університет (кит.: 湖北 医科大学).

## Опис
Загальна площа території становить 3 459 729 м2, площа усіх будівель дорівнює 2,62 мільйона м2. Розташований на горі Лоцзі (кит.: 珞珈 山), що підноситься на 118,5 м над рівнем моря, на західному березі озера Дунху.
Уся територія університету — це «місто в місті» із власною інфраструктурою: лікарнями, відділенням зв'язку, магазинами, ресторанами і кафе, житловими будинками. Є багато корпусів, що побудовані на схилах пагорбів. Крім того, на території університету багато зелені — затишний парк із ставком, а пагорб Лоцзяшань є справжнім тропічним лісом. За ним розмістився основний студентський кампус і будинки викладачів університету.
Старі будівлі університету спроектовані Ф. Калесом (1899—1979), випускником Массачусетського технологічного інституту. Він зумів органічно поєднати західний та китайський архітектурні стилі. Головний символ Уханського університету, зображений і на його гербі — це колишня бібліотека, яка вкрита черепицею синього кольору.
Дуже незвична стара будівля студентського гуртожитку, у якому спочатку розміщувалося чоловічий гуртожиток. Воно знаходиться на схилі пагорба. Якщо ви стоїте внизу, то перед вами височить величезний будинок з великою аркою і сходами посередині. Але якщо піднятися ними, то подорожній опиняється на великій терасі-даху, звідки видно внутрішні дворики-колодязі гуртожитку й красиві панорами університету та його околиць. Ще одна незвичайна будова — будівля колишньої Інженерної школи Уханського університету, а нині — Адміністративна будівля. Зараз перед ним знаходиться футбольне поле.
На території університету розташовано доглянутий парк, розділений на тематичні сади. Тут часто можна зустріти студентів, які вивчають матеріал.[джерело?]
Станом на 2015 рік нараховувалося майже 58 тис. студентів, з яких більше 1400 становлять іноземні студенти. У складі університету нараховується 37 інститутів, шкіл і коледжів, де працює 3700 викладачів, 2700 доцентів, 9 членів Китайської академії наук.
Основні факультети (школи) і коледжі:
- Коледж китайської мови і літератури (文 学院)
- Школа історії (历史 学院)
- Школа філософії (哲学 学院)
- Школа іноземних мов і літератури (外国 语言 文学 学院)
- Школа журналістики та комунікації (新闻 与 传播 学院)
- Відділ мистецтв (艺术学系)
- Школа управління інформацією (信息 管理 学院)
- Школа економіки і менеджменту (经济 与 管理 学院)
- Школа права (法学院)
- Школа політичних наук та державного управління (政治 与 公共 管理 学院)
- Педагогічний коледж (教育 科学 学院)
- Школа дослідження СОТ (СОТ 学院)
- Інститут перспективних досліджень (高级 研究 中心)
- Школа математики і статистики (数学 与 统计 学院)
- Школа фізики (物理 科学 与 技术 学院)
- Коледж хімії і молекулярних наук (化学 与 分子 科学 学院)
- Коледж природних наук (生命 科学 学院)]
- Школа ресурсів і науки про навколишнє середовище (资源 与 环境 科学 学院)
- Фармацевтичний коледж (药 学院)
- Коледж матеріалознавства та інженерії (材料 科学 与 工程 学院)
- Школа використання водних ресурсів і гідроенергетики (水利 水电 学院)
- Школа електротехніки (电气 工程 学院)
- Коледж енергетики і машинобудування (动力 与 机械 学院)
- Школа міського дизайну (城市 设计 学院)
- Школа цивільного будівництва (土木 建筑工程 学院)
- Школа комп'ютерних наук (计算机 学院)
- Школа дистанційного зондування інформаційної інженерії (遥感 信息 工程 学院)
- Школа електронної інформації (电子 信息 学院)
- Міжнародна школа програмного забезпечення (国际 软件 学院)
- Школа геодезії і геоматики (测绘 学院)
- Школа поліграфії і пакування (印刷 与 包装 系)
- Школа медицини (医学院)
- Коледж фундаментальної медицини (基础 医学院)
- Школа медсестер (护理 学院)
- Школа стоматології (口腔 医学院)
- Школа громадської охорони здоров'я (公共卫生 学院)
- Коледж освіти іноземних студентів (留学生 教育 学院)
- Школа освіти з Інтернету (网络 教育 学院)

## Галерея

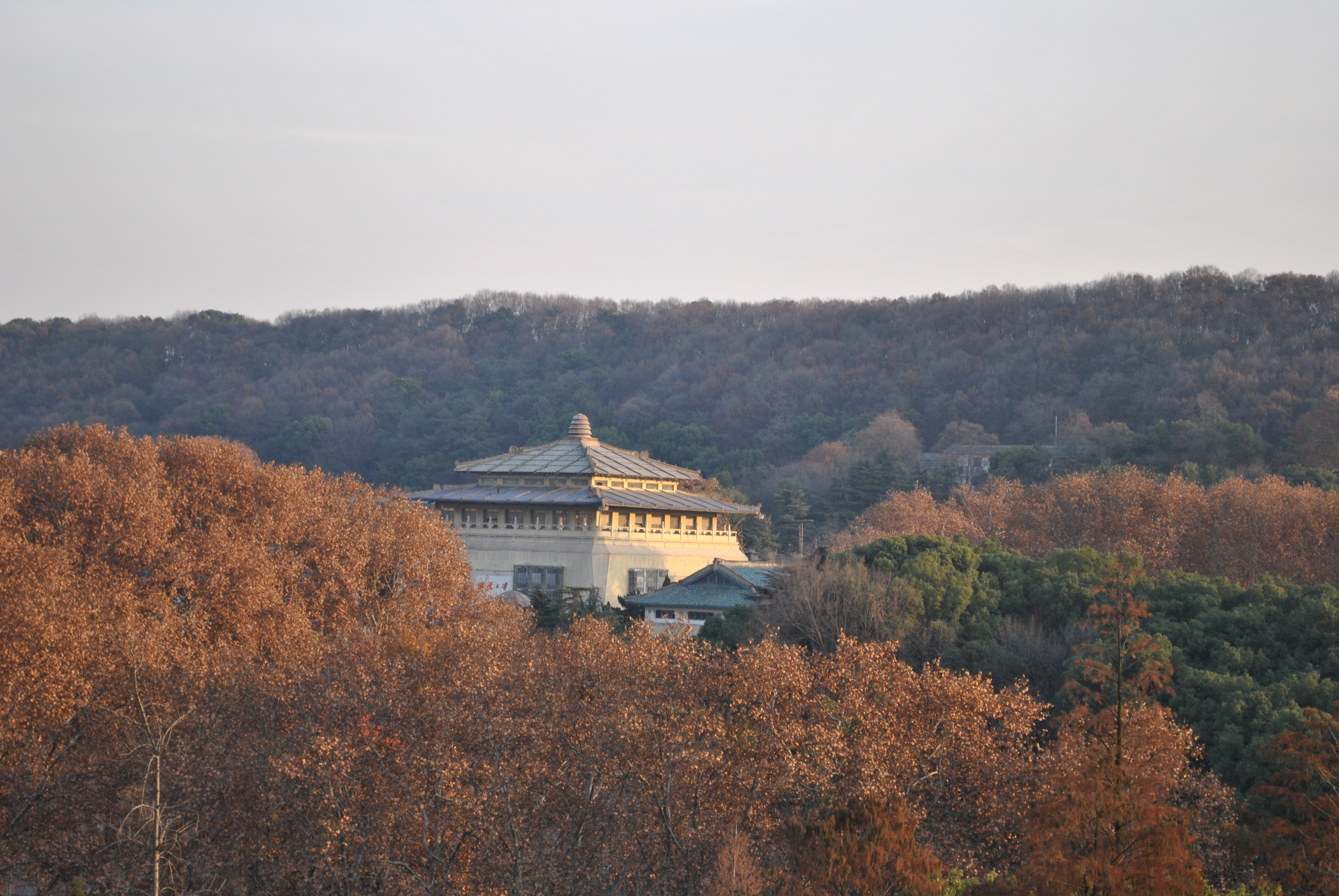
Luojia Hill (Luojiashan)
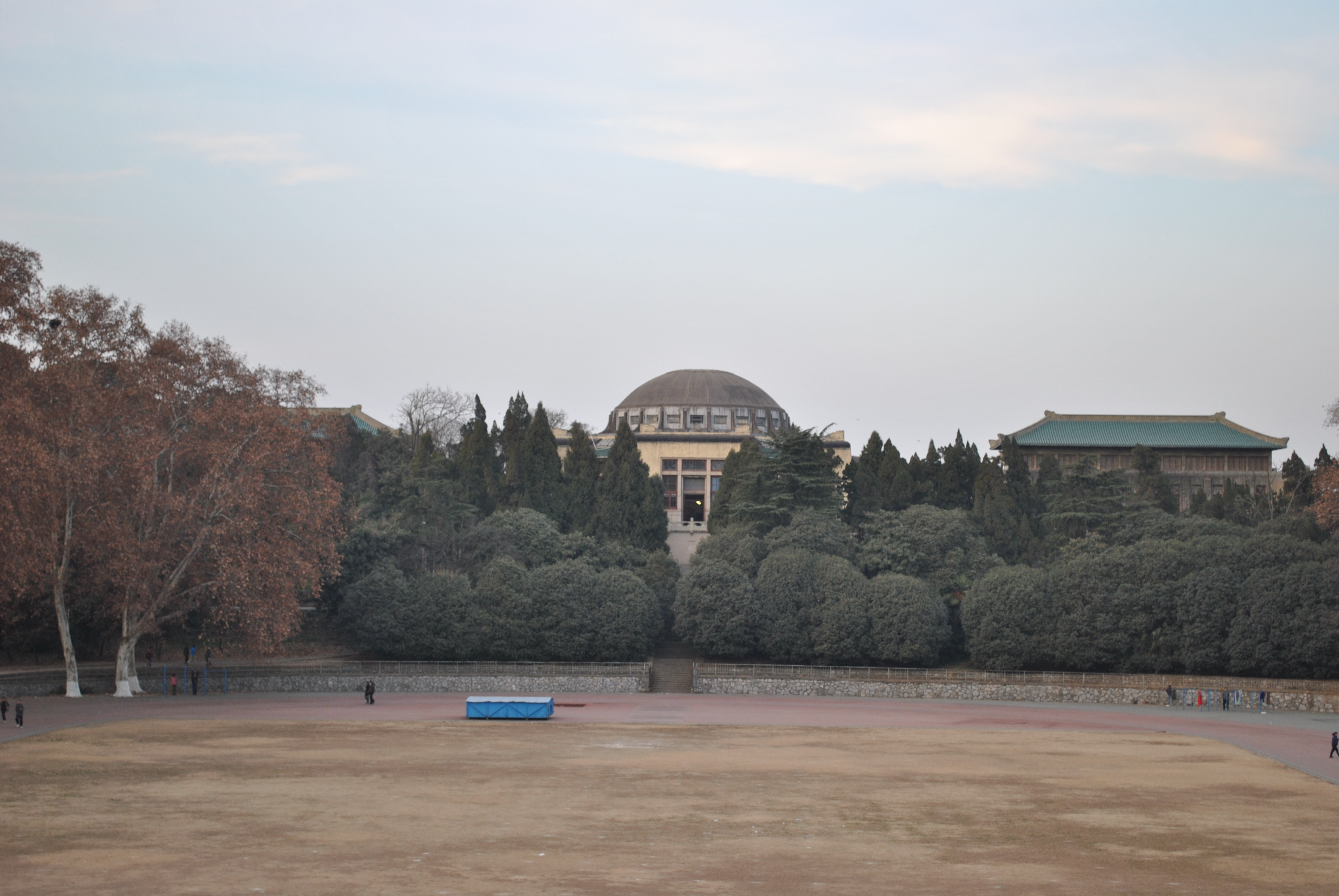
Former School of Science
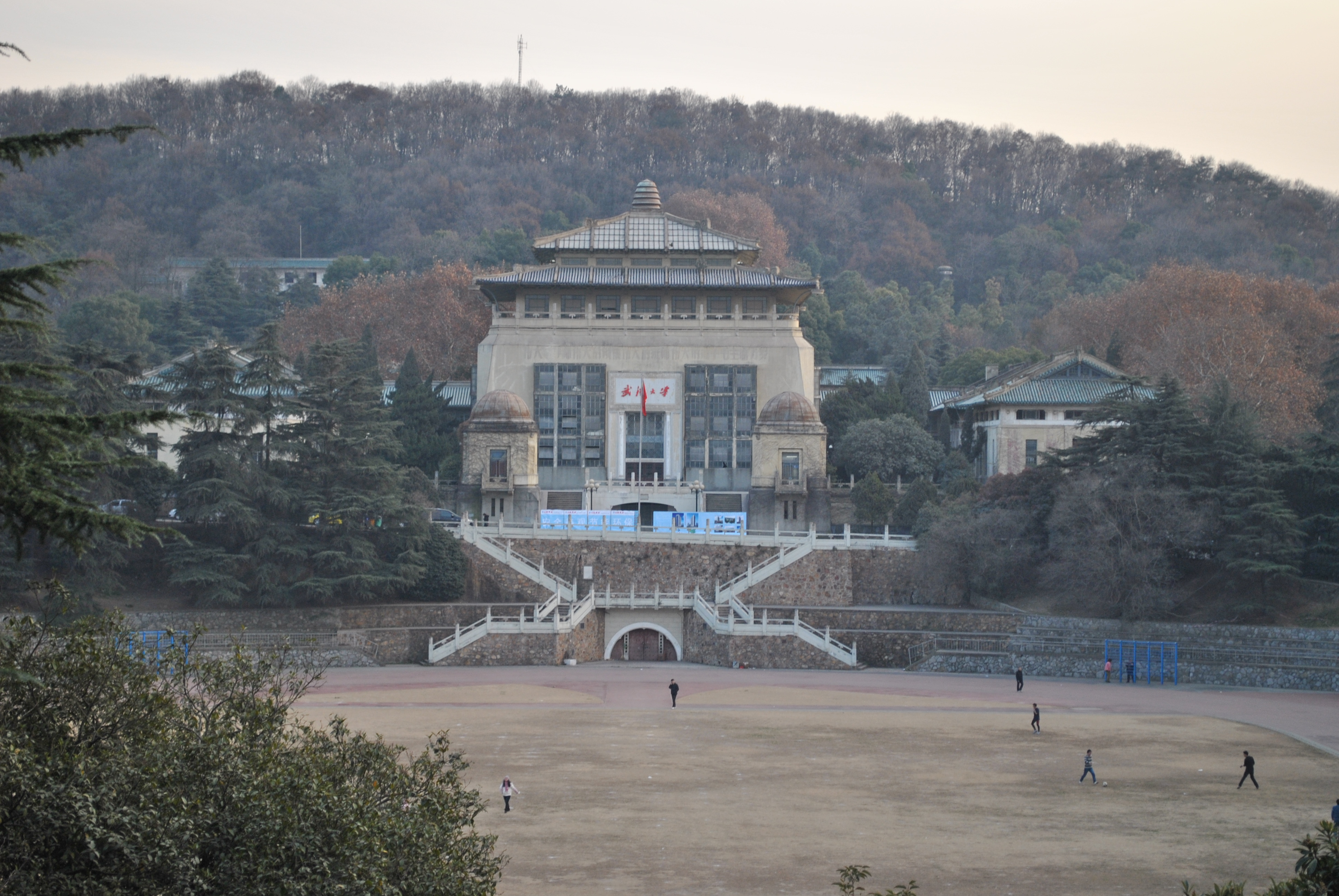
Administration Building, Former School of Engineering
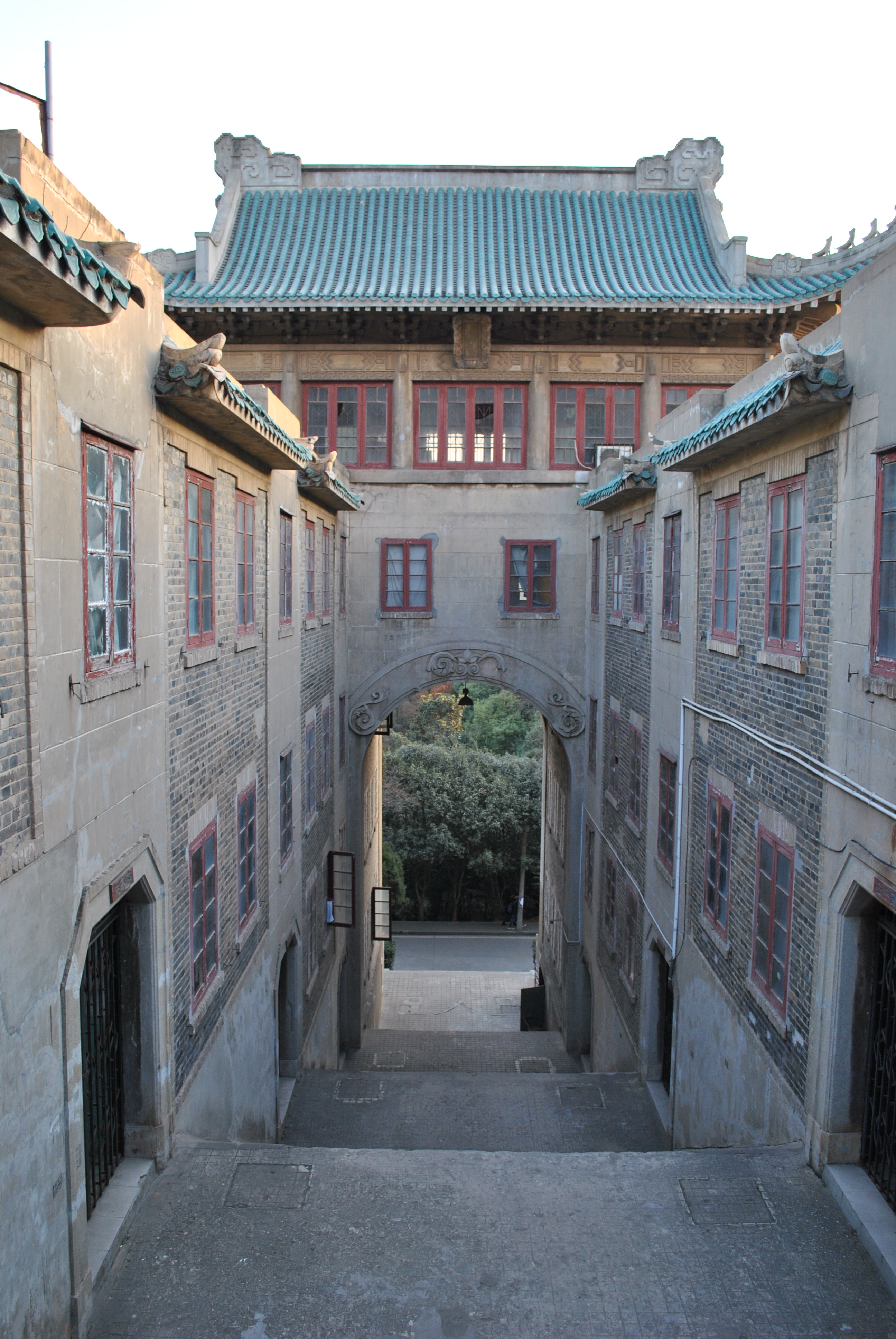
Former Dorm for male students
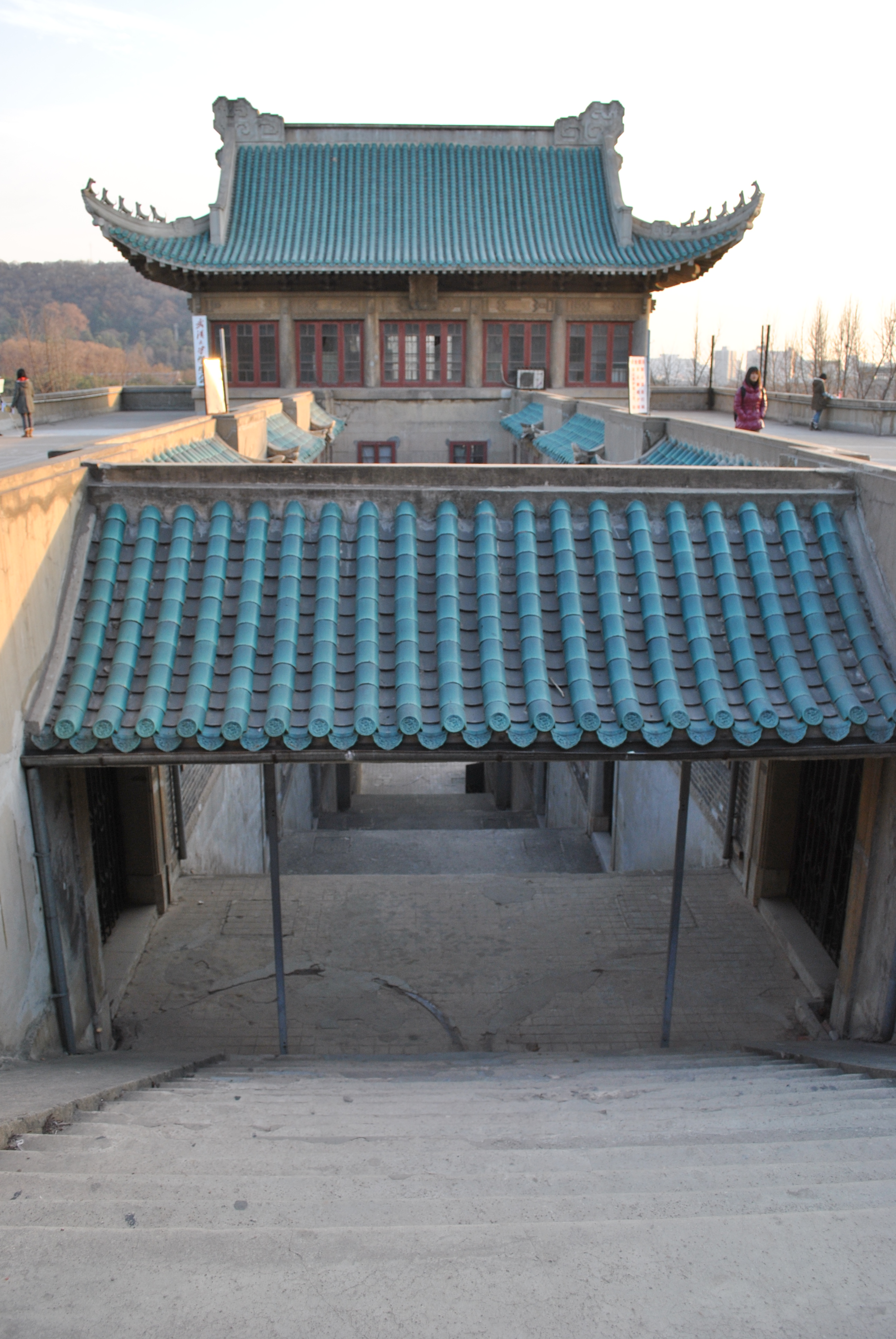
Wuhan's blue roof tiles
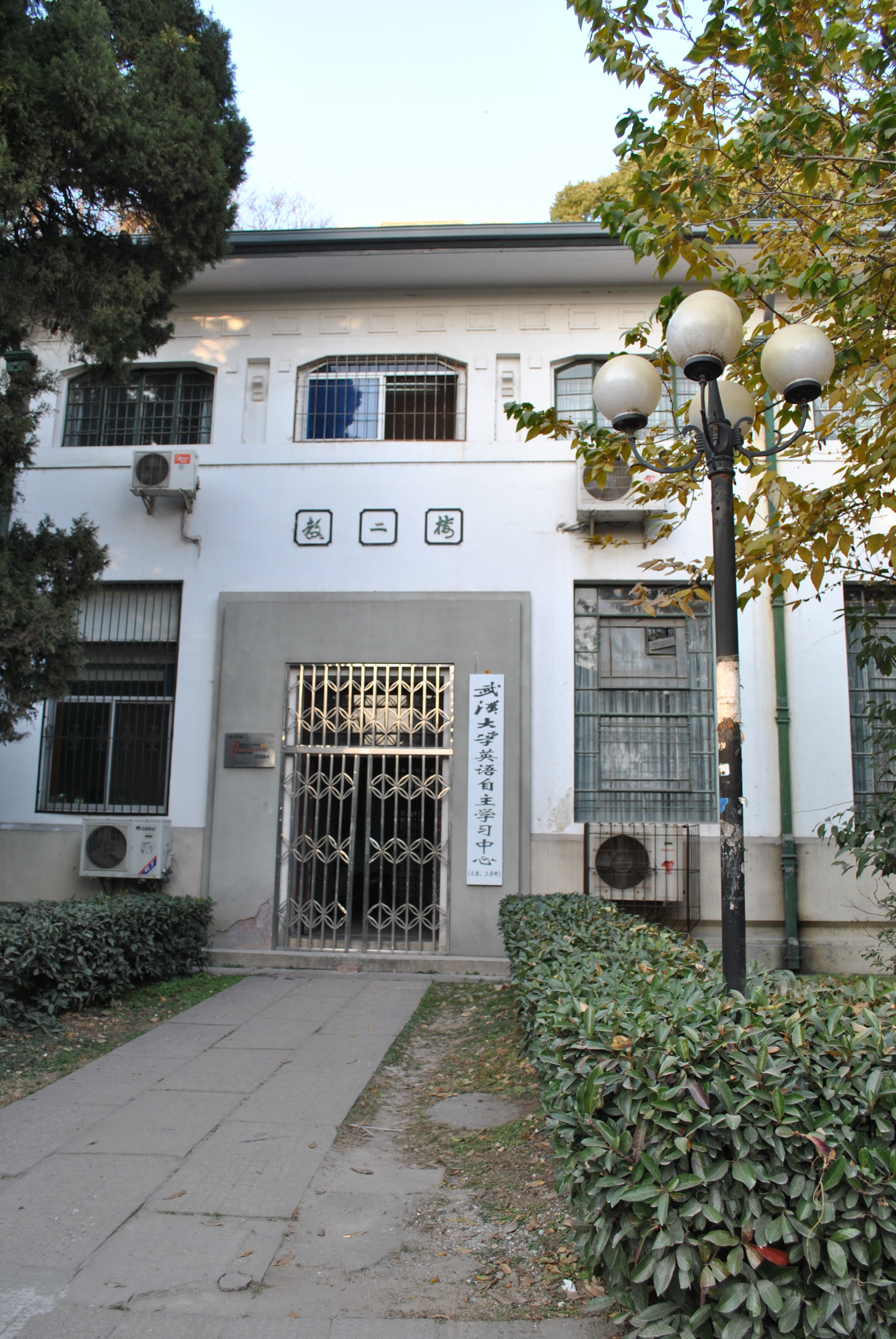
2nd Classroom Building
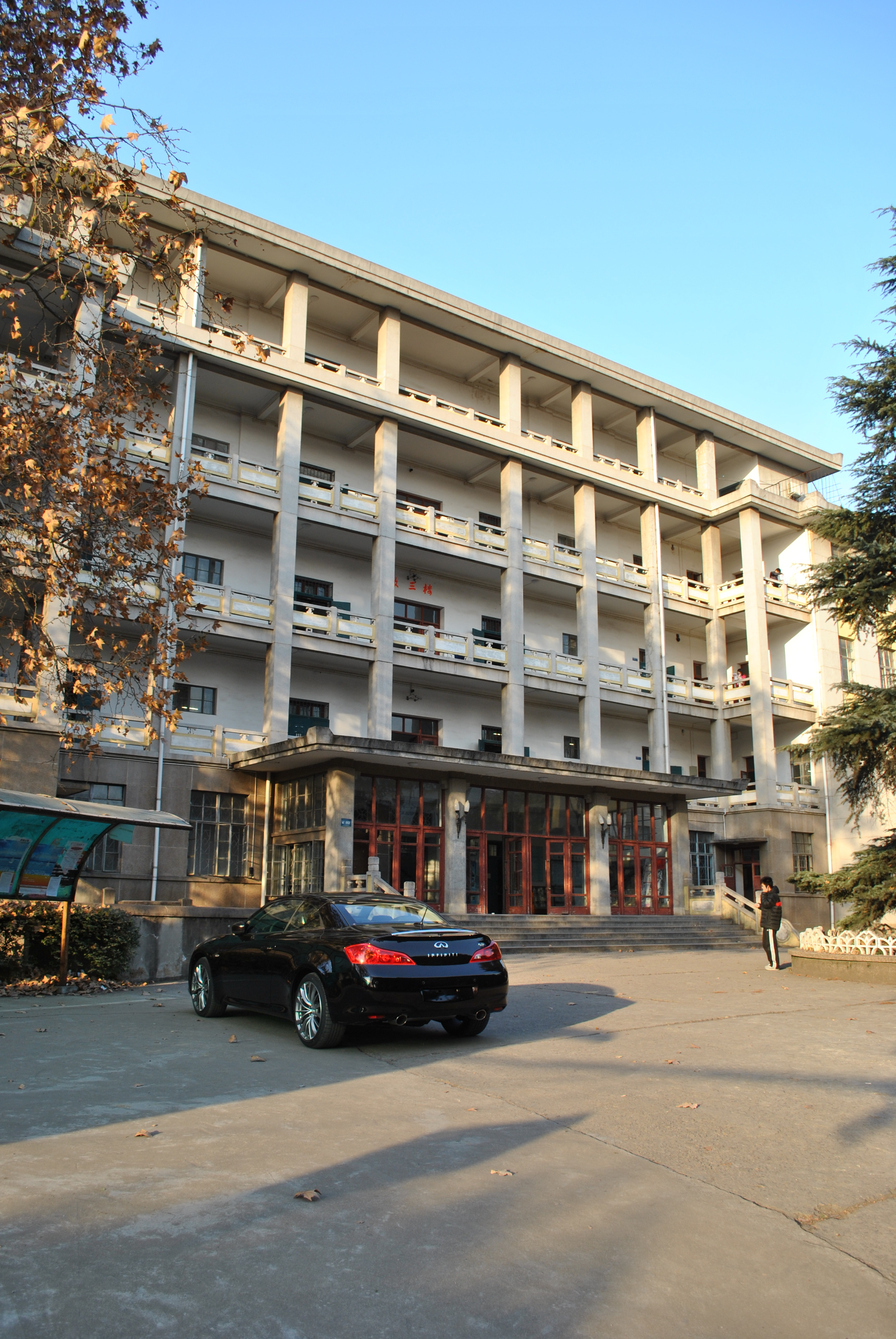
3rd Classroom Building
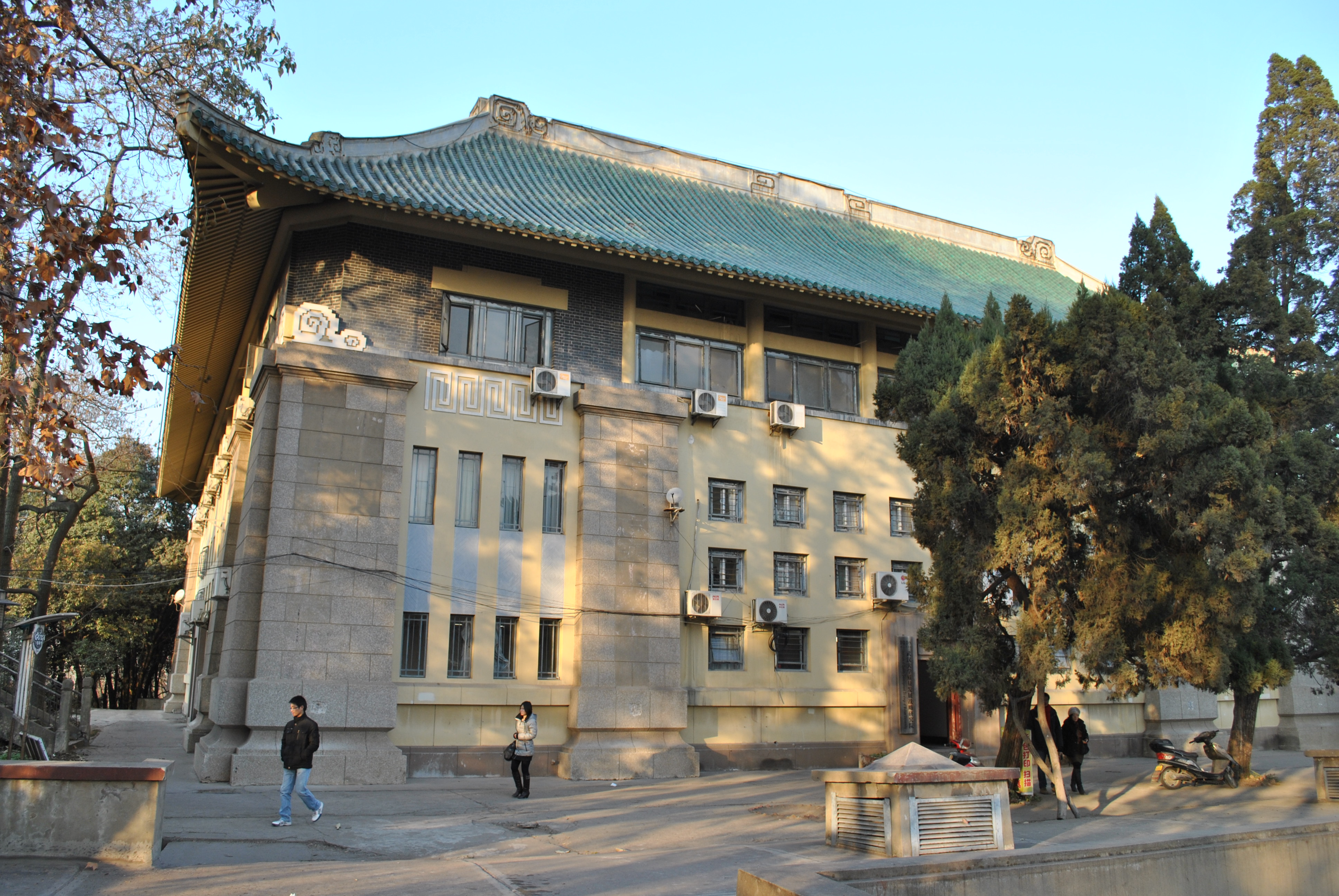
Former Law School Building
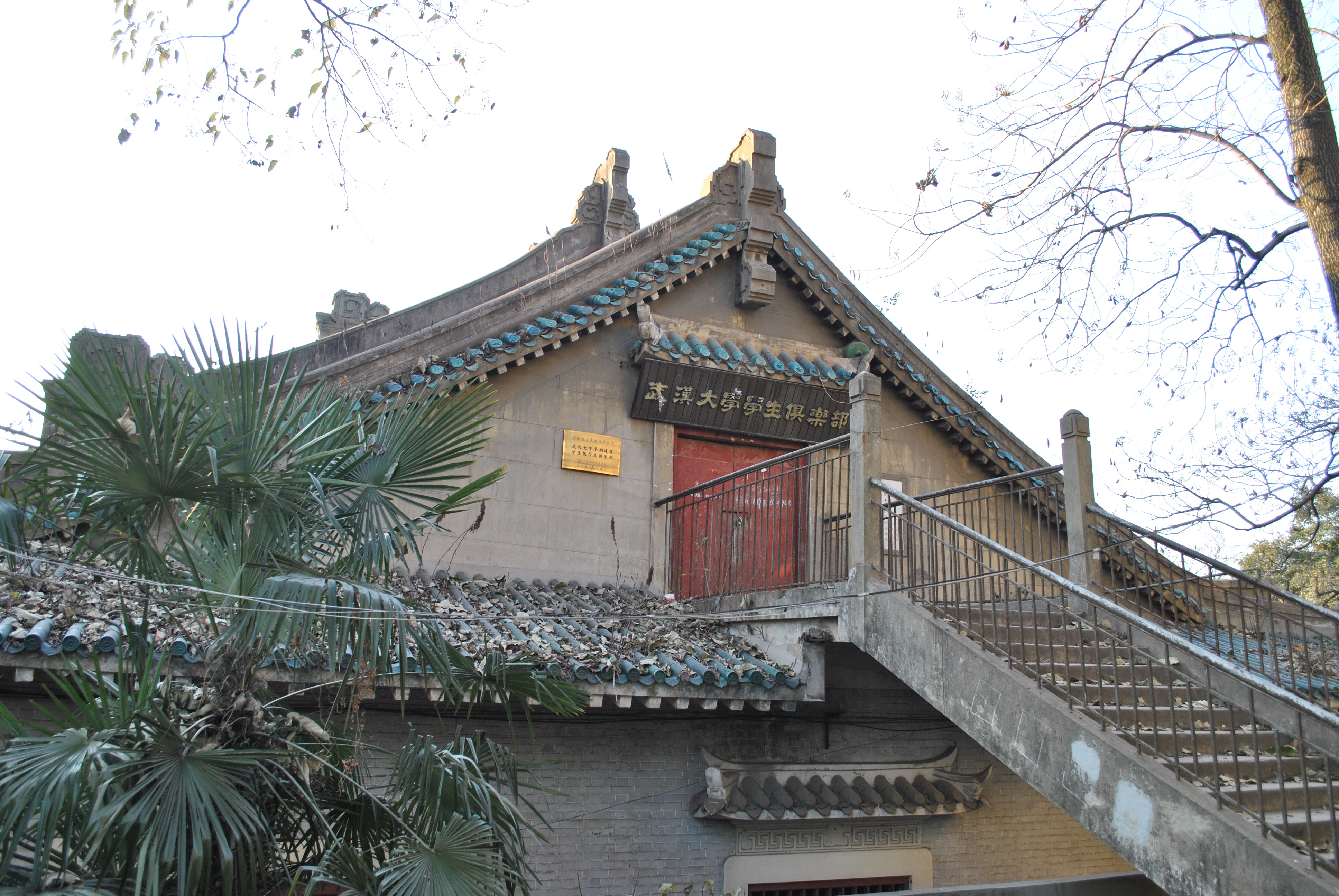
Student Club
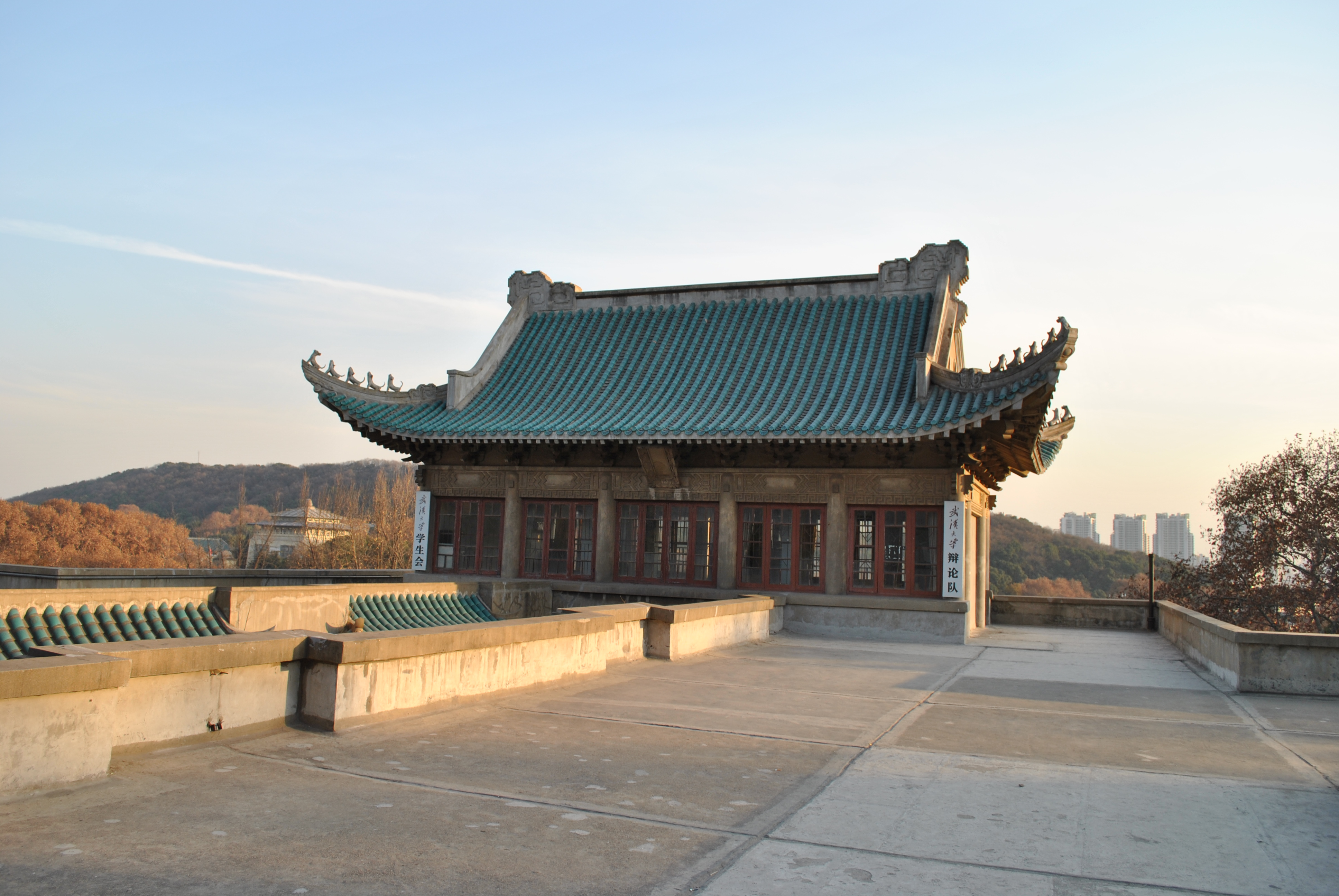
Student Union and Debate Team